# Kečovské škrapy
Kečovské škrapy je národní přírodní rezervace v oblasti Slovenský kras.
Nachází se v katastrálním území obce Kečovo v okrese Rožňava v Košickém kraji. Území bylo vyhlášeno či novelizováno v roce 1981 na rozloze 6,6069 ha. Ochranné pásmo nebylo stanoveno.